# 立津政順
立津 政順（たてつ せいじゅん、1915年(大正4年)10月18日 - 1999年(平成11年)1月28日）は、日本の精神科医。沖縄県出身。旧制水戸高等学校を経て1940年、東京大学医学部卒業。東京都の松沢病院を経て、1961年から1980年熊本大学教授。統合失調症、一酸化炭素中毒、水俣病などを研究。松沢病院時代は終戦時の精神病療養所の死亡率を発表した。

## 略歴
小学校時代は沖縄県今帰仁小学校に通学し、優等生であった。1936年旧制水戸高等学校を卒業、1940年3月東京大学卒業。精神科入局（内村祐之教授）東京大学助手を経て1942年12月19日、東京都立松沢病院に勤務。1946年12月東京大学医学博士。論文の題は「本邦人の精神疾患負荷に関する研究」1954年3月医長に昇任。1961年4月1日、第4代熊本大学精神科教授。同年8月西ドイツなどに出張。1964年アメリカ、1966年、スペイン、1975年、アメリカに出張。1978年、第6回西日本精神神経学会会長。1980年4月定年退官。熊本大学名誉教授。

## 戦争中の松沢病院入院患者の死亡率
立津は1958年に「戦争中の松沢病院の死亡率」を発表、とくに敗戦の年の1945年に松沢病院に在籍した患者1169名（年初在院668名、年間入院501名中、478名が死亡し、年間在籍患者数に対する死亡率が40.9%にのぼっていたことをあきらかにした。

## 三井三池炭鉱爆発事故
1963年の三井三池三川炭鉱炭じん爆発による一酸化炭素中毒患者の治療にあたり、長期間回復しない症例を多数診察した。下の業績1で発表している。

## 水俣病などの臨床研究
弟子の清田一民、宮川太平、原田正純らを指導しつつ研究した。立津は水俣病への関心が高く、水俣へは足繁く現地に患者を診てまわった。ある年は大晦日の紅白歌合戦の時間まで水俣の患者を診たという。個性がつよい医局員が多かったが、臨床は熱心に行った。宮川は週に1度の臨床討論会は午後1時に始まり、遅い時は夜の10時ごろまで延々と続くこともしばしばであったと記述している。清田は「立津先生は大学における研究と医療の在り方については、終始批判的で、精神科入院医療の理想に向かって精進された、と書いている。

## 業績
- Long-term follow-up study on sequelae of carbon monoxide poisoning; serial investigation 33 years after poisoning]. Mimura K, Harada M, Sumiyoshi S, Tohya G, Takagi M, Fujita E, Takata A, Tatetsu S. Seishin Shinkeigaku Zasshi. 1999;101(7):592-618.
- 退官記念講演　心身故障のしっこい訴えの患者の行動面の一特徴：無力ー弛緩ー疲労状態　立津政順　1980
- Congenital Minamata disease accompanied by arachnoid cyst (author's transl). Hira K, Harada M, Takehara S, Kabashima K, Tatetsu S, Fujioka M, Yasutake H, Ozaki M. No To Shinkei. 1982 Mar;34(3):259-66. Japanese.
- Psychiatric aspects of Minamata disease (author's transl)]. Harada M, Tsukayama T, Tatetsu S. Seishin Shinkeigaku Zasshi. 1977 Aug 25;79(8):393-413.
- On Histologic Findings in Schizophrenia and Schizophrenic State, Biological Mechanisms of Schizophrenia and Schizophrenia-like State, Igaku Shoin,1974,  288-289.
- A Clinical and Pathological Study of Myeloneuropathy following Abdominal Disorders. Tatetsu S, Miyakawa T, Fujita E, Takaki M, Harada M. Folia Pychatrica et Neurologica Japonica. 1971, 25, 225-233.
- Experimental organic mercury poisoning--pathological changes in peripheral nerves. Miyakawa T, Deshimaru M, Sumiyoshi S, Teraoka A, Udo N, Hattori E, Tatetsu S. Acta Neuropathol. 1970;15(1):45-55.
- [Sequelae of acquired Minamata disease. Symptoms and changes 4 1/2 - 7 1/2 years from onset].  Tatetsu S, Murayama E, Harada M, Miyakawa T.  Shinkei Kenkyu No Shimpo. 1969 Apr;13(1):76-83. Japanese.
- [Experimental development of congenital Minamata disease].  Tatetsu S, Takagi M, Miyakawa T, Sumiyosho S, Deshimaru M. Shinkei Kenkyu No Shimpo. 1969 Apr;13(1):130-4. Japanese.
- A contribution to the Morphological Background of Schizophrenia, Tatetsu S, Acta Neuropathologica, 1964, 3, 558-571.

## 文献
- 南博編集　近代庶民生活誌 20 病気・衛生 1995年 三一書房
- 立津政順教授退官記念業績集 1981年 熊本大学医学部神経精神医学教室
- 日本近現代医学人名事典 2012年 泉孝英 医学書院 ISBN 978-4-260-00589-0